# L'Avatar botanique de mademoiselle Flora
Pour plus de détails, voir Fiche technique et Distribution.
L'Avatar botanique de Mlle Flora est un court-métrage français réalisé par Jeanne Barbillon, sorti en 1965.

## Synopsis
Une jeune femme qui s'ennuie se met à parler aux plantes.

## Fiche technique
- Titre original : L'Avatar botanique de Mlle Flora
- Réalisation : Jeanne Barbillon
- Scénario : Jeanne Barbillon
- Photographie : Raoul Coutard
- Montage : Marguerite Renoir
- Musique : Michel Legrand, Jacques Loussier
- Production : Pierre Braunberger
- Société de production : Les Films de la Pléiade
- Société de distribution : Les Films de la Pléiade
- Pays d’origine :  France
- Langue originale : français
- Format : noir et blanc — 35 mm — 1,37:1 — son Mono
- Genre : Comédie
- Durée : 14 minutes
- Dates de sortie : 
  - France : 5 mai 1965 (sortie limitée)

## Distribution
- Bernadette Lafont : Flora
- Louis Mercuret : Charles

## Distinctions
- Prix du meilleur court-métrage Mannheim 1965[1]
- Participation au Festival de Cracovie en 1965[1].